# Hydnophora grandis
Espèce
Statut CITES
Hydnophora grandis est une espèce de coraux appartenant à la famille des Merulinidae.